# NGC 5380
NGC 5380 is een elliptisch sterrenstelsel in het sterrenbeeld Jachthonden. Het hemelobject werd op 16 mei 1787 ontdekt door de Duits-Britse astronoom William Herschel.

## Synoniemen
- UGC 8870
- MCG 6-31-28
- ZWG 191.21
- PGC 49605